# KO de l'année

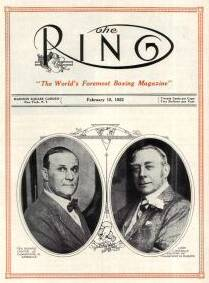
Première couverture de The Ring

Le KO de l'année Ring Magazine est une récompense décernée depuis 1989 par les journalistes de ce magazine sportif américain consacré à la boxe anglaise. En voici la liste,:

## Années 1980
- 1989 -  Michael Nunn bat par KO au 1er round Sumbu Kalambay

## Années 1990
- 1990 -  Terry Norris bat par KO au 1er round John Mugabi
- 1991 -  Gerald McClellan bat par KO au 1er round John Mugabi
- 1992 -  Kennedy McKinney bat par KO au 11e round Welcome Ncita  
ex æquo:   Morris East bat par KO au 11e round Akinobu Hiranaka
- 1993 -  Gerald McClellan bat par KO au 5e round Julian Jackson
- 1994 -  George Foreman bat par KO au 10e round Michael Moorer
- 1995 -  Julio César Vásquez bat par KO au 11e round Carl Daniels
- 1996 -  Wilfredo Vázquez bat par KO au 11e round Eloy Rojas
- 1997 -  Arturo Gatti bat par KO au 5e round Gabriel Ruelas
- 1998 -  Roy Jones Jr. bat par KO au 4e round Virgil Hill
- 1999 -  Derrick Jefferson bat par KO au 6e round Maurice Harris

## Années 2000
- 2000 -  Ben Tackie bat par KO au 10e round Roberto Garcia
- 2001 -  Lennox Lewis bat par KO au 4e round Hasim Rahman
- 2002 -  Lennox Lewis bat par KO au 8e round Mike Tyson
- 2003 -  Rocky Juarez bat par KO au 10e round Antonio Diaz
- 2004 -  Antonio Tarver bat par KO au 2e round Roy Jones Jr.
- 2005 -  Allan Green bat par KO au 1er round Jaidon Codrington
- 2006 -  Calvin Brock bat par KO au 6e round Zuri Lawrence
- 2007 -  Nonito Donaire bat par KO au 5e round Vic Darchinyan
- 2008 -  Edison Miranda bat par KO au 3e round David Banks
- 2009 -  Manny Pacquiao bat par KO au 2e round Ricky Hatton

## Années 2010
- 2010 -  Sergio Gabriel Martínez bat par KO au 2e round Paul Williams
- 2011 -  Nonito Donaire bat par KO au 2e round Fernando Montiel
- 2012 -  Juan Manuel Márquez bat par KO au 6e round Manny Pacquiao
- 2013 -  Adonis Stevenson bat par KO au 1er round Chad Dawson
- 2014 -  Andy Lee bat par KO au 5e round John Jackson
- 2015 -  Saul Alvarez bat par KO au 3e round James Kirkland
- 2016 -  Saul Alvarez bat par KO au 6e round Amir Khan
- 2017 -  David Lemieux bat par KO au 3e round Curtis Stevens
- 2018 -  Naoya Inoue bat par KO au 1er round Juan Carlos Payano
- 2019 -  Deontay Wilder bat par KO eu 7e round Luis Ortiz

## Années 2020
- 2020 -  Gervonta Davis bat par KO au 6e round Léo Santa Cruz
- 2021 -  Gabriel Rosado bat par KO au 3e round  Bektemir Melikuziev
- 2022 -  Leigh Wood bat par KO au 12e round  Michael Conlan
- 2023 -  Junto Nakatani bat par KO au 12e round  Andrew Moloney
- 2024 -  Daniel Dubois bat par KO au 5e round  Anthony Joshua

## Voir également
- Boxeur de l'année Ring Magazine
- Combat de l'année Ring Magazine
- Surprise de l'année Ring Magazine